# Анарский сельский округ
Ана́рский се́льский окру́г (каз. Анар ауылдық округі) — административная единица в составе Аршалынского района Акмолинской области.
Административный центр — станция Анар.

## География
Административно-территориальное образование расположено в южной части Аршалынского района. В состав сельского округа входит 2 населённых пункта.
Граничит с землями административных единиц:
- сельский округ Турген — на севере,
- Осакаровский район Карагандинской области — на востоке, юге,
- Берсуатский сельский округ — на западе,
- Акбулакский сельский округ — на северо-западе.

Территория сельского округа расположена на казахском мелкосопочнике. Рельеф местности в основном представляет из себя равнину с малыми возвышенностями. Перепад высот незначительны; средняя высота округа — около 420 метров над уровнем моря.
Гидрографическая сеть округа представлена озерами Донецкое, Балыктыколь.
Климат холодно-умеренный, с хорошей влажностью. Среднегодовая температура воздуха положительная и составляет около +3,8°С. Среднемесячная температура воздуха в июле достигает +19,8°С. Среднемесячная температура января составляет около -14,4°С. Среднегодовое количество осадков составляет около 420 мм. Основная часть осадков выпадает в период с июня по июль.
Через территорию сельского округа проходит с севера на юг проходит железная дорога «Астана — Караганда», имеется станция.

## История
В 1989 году существовал как — Анарский сельсовет (сёла Анар, Актасты, Донецкое, разъезд 45).
В периоде 1991—1998 годов:
- Анарский сельсовет был преобразован в сельский округ;
- село Анар было преобразовано в станцию;
- село Актасты, разъезд 45 ― были переданы в состав Акбулакского сельского округа

## Население
| Численность населения | Численность населения | Численность населения |
| 1989                  | 1999                  | 2009                  |
| --------------------- | --------------------- | --------------------- |
| 2818                  | ↘2073                 | ↘1537                 |

## Состав
| № | Населённый пункт | Тип населённого пункта          | Население, 1989 | Население, 1999 | Население, 2009 |
| - | ---------------- | ------------------------------- | --------------- | --------------- | --------------- |
| 1 | Анар             | станция, административный центр | 1 762           | 1 508           | 1 117           |
| 2 | Донецкое         | село                            | 584             | 565             | 420             |

## Местное самоуправление
Аппарат акима Анарского сельского округа — станция Анар, улица Сарыаарка, 9.
- Аким сельского округа — Асилов Сакен Муратбекович[1].